# Lockende Versuchung
Lockende Versuchung (Originaltitel: Friendly Persuasion) ist ein US-amerikanisches Bürgerkriegsdrama von William Wyler aus dem Jahr 1956 mit Gary Cooper in der Hauptrolle. Der Film erhielt sechs Oscar-Nominierungen und gewann die Goldene Palme von Cannes.

## Handlung
Die Quäkerfamilie Blumer (in der englischen Originalfassung Birdwell) in Indiana versucht sich 1862 während des Bürgerkrieges ihre pazifistischen Grundsätze zu bewahren.
Bereits der Alltag führt regelmäßig zu einem Dilemma praktischer Art. Die Gans Samantha attackiert den Quäkerjungen Daniel (in der englischen Originalfassung Little Jess), der sich wehrt, indem er ihr einen Eimer Wasser über das Federkleid kippt, und sich sogar zu der Drohung versteigt, sie umzubringen. Seine Mutter, Eliza Blumer, Vorsteherin einer Quäkergemeinde, erinnert ihn an den Grundsatz der Gewaltlosigkeit. Eliza missfällt, dass Jesse, ihr Mann, mit seinem methodistischen Freund Sam Jordan Kutschrennen auf dem Weg zum Bethaus veranstaltet und seinem Pferd eine zusätzliche Anstrengung abverlangt, die es freiwillig nicht auf sich genommen hätte. Immer wird Jesse deshalb von Sam Jordan überholt, was ihn sehr stört. Gewaltlosigkeit gilt auch Tieren gegenüber, soweit die Grundbedürfnisse des Menschen es zulassen. Jesse kauft am Ende von der schrulligen Familie Hudspeth ein Pferd, das die freiwillige Angewohnheit hat, sich nicht von anderen Pferden überholen zu lassen – damit gelingt es ihm dann auch, Sam Jordan auf dem Weg zur Kirche schlagen.
Der Quäkerjüngling Caleb Cope glaubt, sich einen Kampf wenigstens im Spiel erlauben zu dürfen. Er wirft auf dem Jahrmarkt seinen Gegner zu Boden. Als der Unterlegene vortäuscht, Schmerzen zu leiden, verzichtet Caleb auf den Sieg und zieht sich den Ärger derjenigen zu, die auf ihn gewettet haben. Sie schlagen ihn, wissend, dass ein Quäker nicht zurückschlagen darf. Jesse Blumer findet eine pragmatische Lösung: Er umklammert den Angreifer und steckt ihn zur Abkühlung, so als wäre es eine Wohltat, kopfüber in ein Wasserfass. Auch Eliza, die Gemeindevorsteherin, scheitert an ihren Grundsätzen: Ein konföderierter Soldat, Angehöriger einer Kavalleriestreife, die tief im Unionsgebiet operiert, will die Gans Samantha fangen. Da greift die fromme Quäkerin zu einem Besen und traktiert den Kavalleristen so lange, bis er im Tausch gegen andere Lebensmittel auf Samantha verzichtet. Der Südstaatler lässt sich durch die harmlose Attacke überreden. Er reagiert wie ein Gentleman, fast wie ein Quäker. Eliza hingegen leidet unter ihrer Sünde wider die Gewaltlosigkeit. Ihr Mann soll nichts davon erfahren, aber Jesse kommt durch die Indiskretion seines Jüngsten dahinter und amüsiert sich.
Jesse will sein auf dem Jahrmarkt erworbenes Harmonium behalten. Seine Frau verbietet es ihm als Vorsteherin der Gemeinde, weil Musik ein weltlicher Genuss sei, dem sich ein Quäker nicht hingeben darf. Er setzt sich über ihre Bedenken hinweg. Eliza versucht es mit psychischem Druck: Sie zieht aus dem ehelichen Schlafzimmer in den Stall. Da handelt das Ehepaar einen Kompromiss aus. Das Harmonium bleibt, aber nur auf dem Speicher, und gespielt wird höchstens werktags.
Die Bürgerwehr Indianas stellt sich dem konföderierten Kommandounternehmen entgegen. Joshua, der Älteste der Blumer-Söhne, hat sich ihr angeschlossen, um sein Elternhaus vor Brandschatzung zu bewahren. Eliza und Jesse lassen ihren Sohn schweren Herzen ziehen. Am Ufer des Flusses Muscatatuck in der Nähe der Birdwells entwickelt sich ein Gefecht. Joshua sieht den Feind, der in den Fluss reitet, nur über den Gewehrlauf. Er schießt und tötet ihn. Als Joshuas Pferd reiterlos auf den Hof zurückkehrt, sucht Jesse auf dem Schlachtfeld nach seinem Sohn. Zunächst findet er den im Sterben befindlichen Sam Jordan und wird, als er sich um dessen Wunde kümmert, von einem Konföderierten beschossen. Jesse kann dem Südstaatler das Gewehr im Kampf abnehmen, verschont ihn aber und lässt ihn laufen. Schließlich findet er den verletzten Sohn und macht sich mit ihm auf den Heimweg.
Zum Schluss des Filmes ist wieder Ruhe in die Welt der Quäker eingezogen. Mattie, die Tochter der Blumers, und Sam Jordans Sohn Gard gestehen sich ihre Liebe und verloben sich.

## Hintergrund
Das Drehbuch von Michael Wilson basierte auf dem Roman The Friendly Persuasion von Jessamyn West.
Für Regisseur William Wyler war es der erste Farbfilm und nach Mein Mann, der Cowboy und Der Westerner die dritte und letzte Zusammenarbeit mit Hauptdarsteller Gary Cooper.
Die Allied Artists Pictures, ein Nachfolger des ehemaligen Low-Budget-Studios Monogram Pictures, übernahm den Vertrieb in den USA. Die Metro-Goldwyn-Mayer brachte den Film 1957 in die bundesdeutschen Lichtspielhäuser. In dieser bis heute gebräuchlichen Synchronfassung bekam Gary Cooper die Stimme von Ernst Wilhelm Borchert.
Die deutsche Titelmelodie "Für uns zwei" sang 1956 der Aachener Tony Weller alias Walter Sieben und die englische Version sang im gleichen Jahr Pat Boone.

## Synchronfassung
Die deutsche Synchronfassung entstand 1956 zur Kinopremiere.
| Rolle                             | Schauspieler       | Dt. Synchronsprecher   |
| --------------------------------- | ------------------ | ---------------------- |
| Jesse Blumer                      | Gary Cooper        | Ernst Wilhelm Borchert |
| Eliza Birdwell                    | Dorothy McGuire    | Tilly Lauenstein       |
| Josh Birdwell                     | Anthony Perkins    | Ottokar Runze          |
| Eric Jordan                       | Peter Mark Richman | Eckart Dux             |
| Professor Quigley, Klavierhändler | Walter Catlett     | Alfred Balthoff        |

## Kritiken
„Die sorgsame Ausstattung dieses  Films, das geschickt aufgelockerte Drehbuch und nicht zuletzt die Leistung der Darsteller haben diesem Film internationale Auszeichnungen verschafft und lassen ihn nachdrücklich zum Besuch empfehlen.“

„Der preisgekrönte und gut besetzte Film entzieht sich einer Stellungnahme und weicht in Unverbindlichkeiten aus. In manchen Szenen atmosphärisch sehr dicht und psychologisch genau, aber formal insgesamt eher enttäuschend. Trotz seiner Mängel als besinnliche Unterhaltung reizvoll, die trotz aller Dramatik auch Charme aufweist.“

„Dem gleich mehrfach mit einem Oscar gekrönte Regisseur William Wyler, der bereits in der Stummfilm-Ära aktiv war, inszenierte hier mit hochkarätiger Besetzung ein beeindruckendes Zeitbild, das gehobene und atmosphärisch dichte Unterhaltung fernab des Western-Genres bietet, auch wenn ab und zu geritten und geschossen wird.“

## Auszeichnungen
- 1957: Oscar-Nominierung: Bester Film
- 1957: Oscar-Nominierung: Beste Regie
- 1957: Oscar-Nominierung: Bester Nebendarsteller
- 1957: Oscar-Nominierung: Beste Drehbuchadaption
- 1957: Oscar-Nominierung: Bester Ton
- 1957: Oscar-Nominierung: Bester Filmsong
- 1957: Goldene Palme von Cannes
- 1957: Evangelische Filmgilde: Film des Monats September